# Французькі художники реальності 17 століття

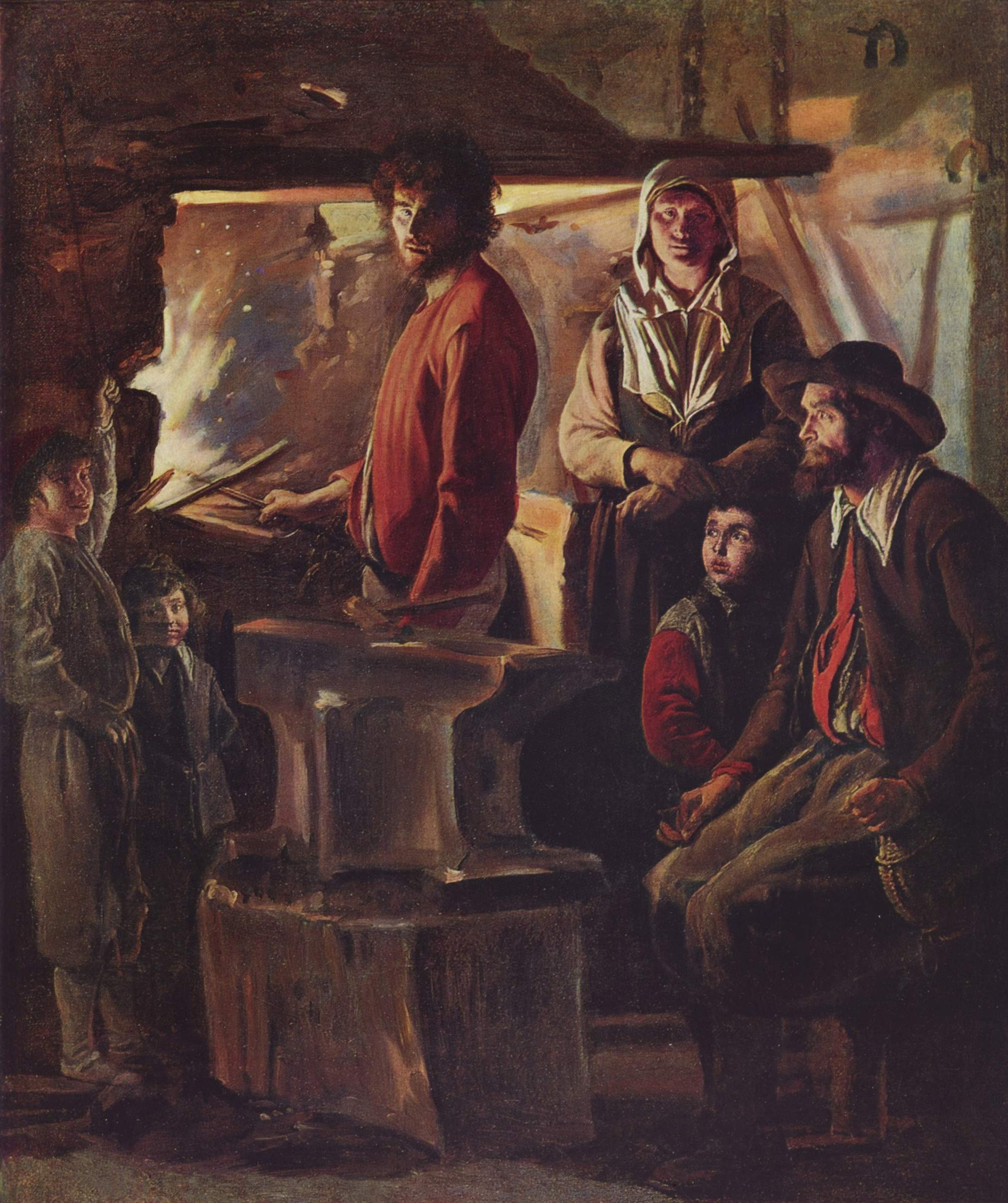
Луї Лєнен. «Сільська кузня», Лувр.

Французькі художники реальності XVII століття (фр. Peintres de la realite) — окрема група художників Франції, що не розділяли академічних настанов аристократичного мистецтва, залишаючись у межах варіантів караваджизма чи реалізму, позбавленого рис італійського бароко, його так званої «величної манери» (тобто внестильова лінія XVII ст.).

## Історія вивчення
До найкращих Французьких художників реальності XVII ст. в XX столітті віднесли Жоржа де Латура. Але про митця ще на початку того ж XX ст. ніхто не знав . Його обійшли згадками навіть упорядники життєписів чи біографічних словників як в добу лебренівського академізму XVII ст., так і в добу рококо.
1751 року про майстра згадав Огюстен Кальме у книзі «Лотаринзька бібліотека», котрому віддав лише десяток рядків. В «Книзі художників і граверів» майстра також згадав Мішель де Мароль трохи раніше. Практично цим і закінчились спогади про одного з найкращих митців першої половини XVII ст. на кінець вісімнадцятого. Стан забуття і ігнорування обумовлений тим, що художню практику і мистецьку історію монополізували аристократи і історіографи, що обслуговували королівський двір і пільгові стани тогочасного суспільства.
Як з'ясували пізніше, Жорж де Латур таки вислужив звання «Ординарного художника короля», був одружений зі шляхетною пані й навіть користувався пільгами, притаманними шляхетним особам. Але його просте походження (син пекаря) і конкурентна боротьба між художниками відсували його у тінь, бо пихаті аристократи, що теж засвоювали художні техніки (аристократ-художник Клод Дерюе) або захопили прибуткові місця, не вважали талановитого Латура рівним собі. Нарешті демократичні смаки Латура і його приязнь до караваджизму з плебейськими сюжетами унеможливила зближення з придворним оточенням митців у столичному місті Нансі (де працювали ефектний художник Жак Белланж, скульптори-декоратори і майстри придворних свят), бо творчий діапазон Латура був помітно вужчим, а тематика — відверто неаристократична. Навіть звання «Ординарного художника короля» Латур отримав не за «алегорію доброго правління» чи за черговий «апофеоз», а за релігійний образ.
Не кращим був і стан знань про трьох братів-художників Лєнен, що мали просте походження (вони сини заможного селянина-винороба). Картини братів Лєнен ввів в історію мистецтв письменник Шанфлері (1821—1889). Завдяки зусиллям Шанфлері картини братів Лєнен придбав музей Лувр.

## Виставка 1934 року «Художники реальності у Франції XVIIст.»
Виставка 1934 року «Художники реальності у Франції XVII ст.» у Парижі в музеї Оранжері з одного боку підбивала перші підсумки накопичених фактів і наукових досліджень, з другого боку — активно повернула у історію мистецтва цілий прошарок мистецтва XVII ст., художників, не помічених представниками офіційного бароко чи класицизму XVII ст., а також місцевими історіографами. 
Художньо вартісні якості картин художників реальності швидко навернули до них увагу і відомі музеї світу швидко придбали їх твори. Вони увійшли до збірок музеїв Лувр, Париж, Метрополітен музею, Державних музеїв, Берлін.
Пожвавились розшуки і дослідження у сховищах провінційних музеїв. Наново передивлялись реалістичні твори будь-якого століття, не тільки XVII.  Мистецтвознавець П. Жамо записав у каталозі виставки —

| Реалістичний напрям проходив крізь усю історію французького живопису, навіть у ті століття, коли здавалось, що перемогли інші напрямки (чи ідеали)[4]. | Ці слова стали чимось на кшталт гасла для дослідників і в історію мистецтво повернули художників реальності, що десятиліттями працювали також у Італії, хоча це була інтернаціональна група з італійцями вкупі. Тобто, художники реальності не були феноменом лише мистецтва Франції.

## Обрані твори

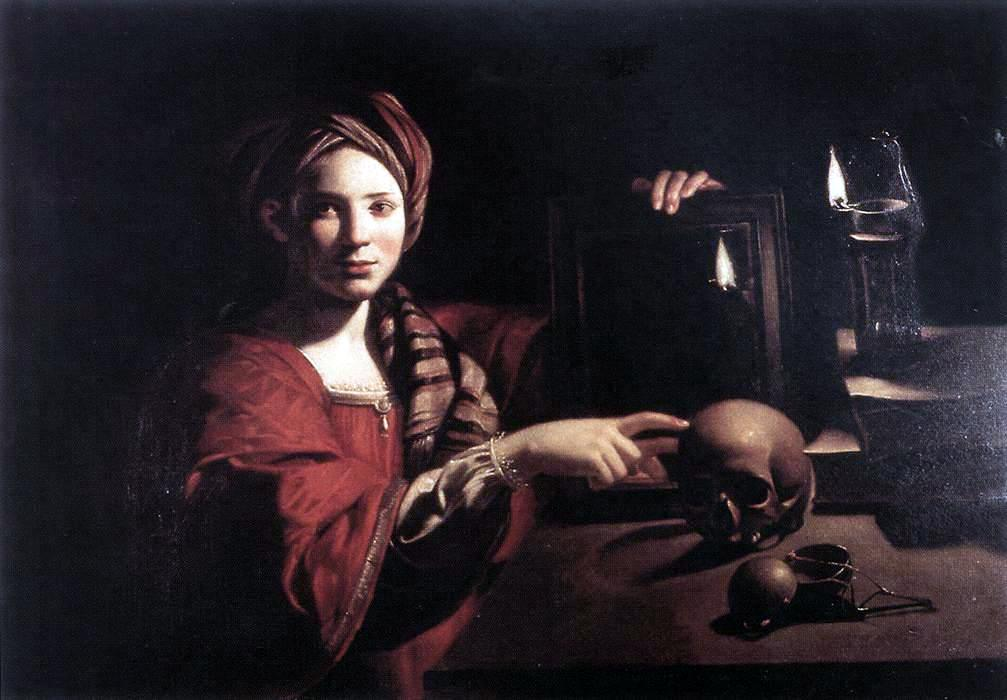
Невідомий французький майстер. «Марнота марнот». бл. 1630 р.
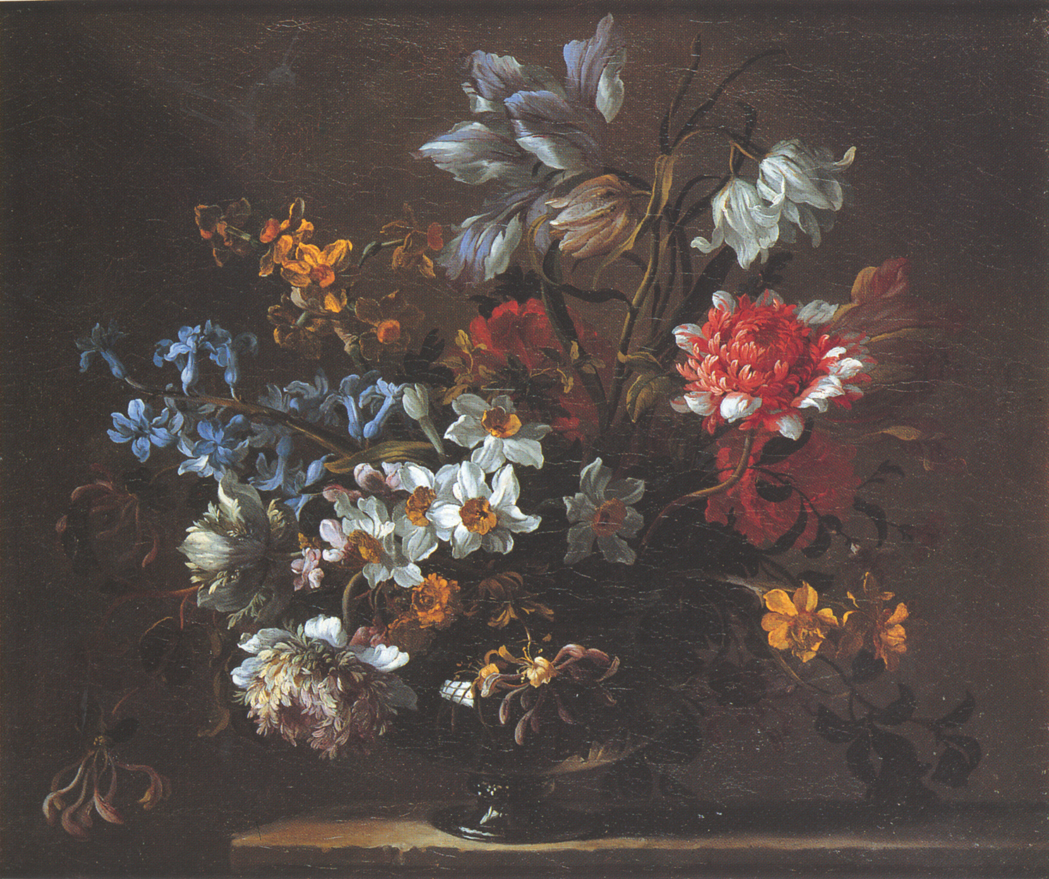
Жан-Батіст Монуайє. «Квіти в скляній вазі»
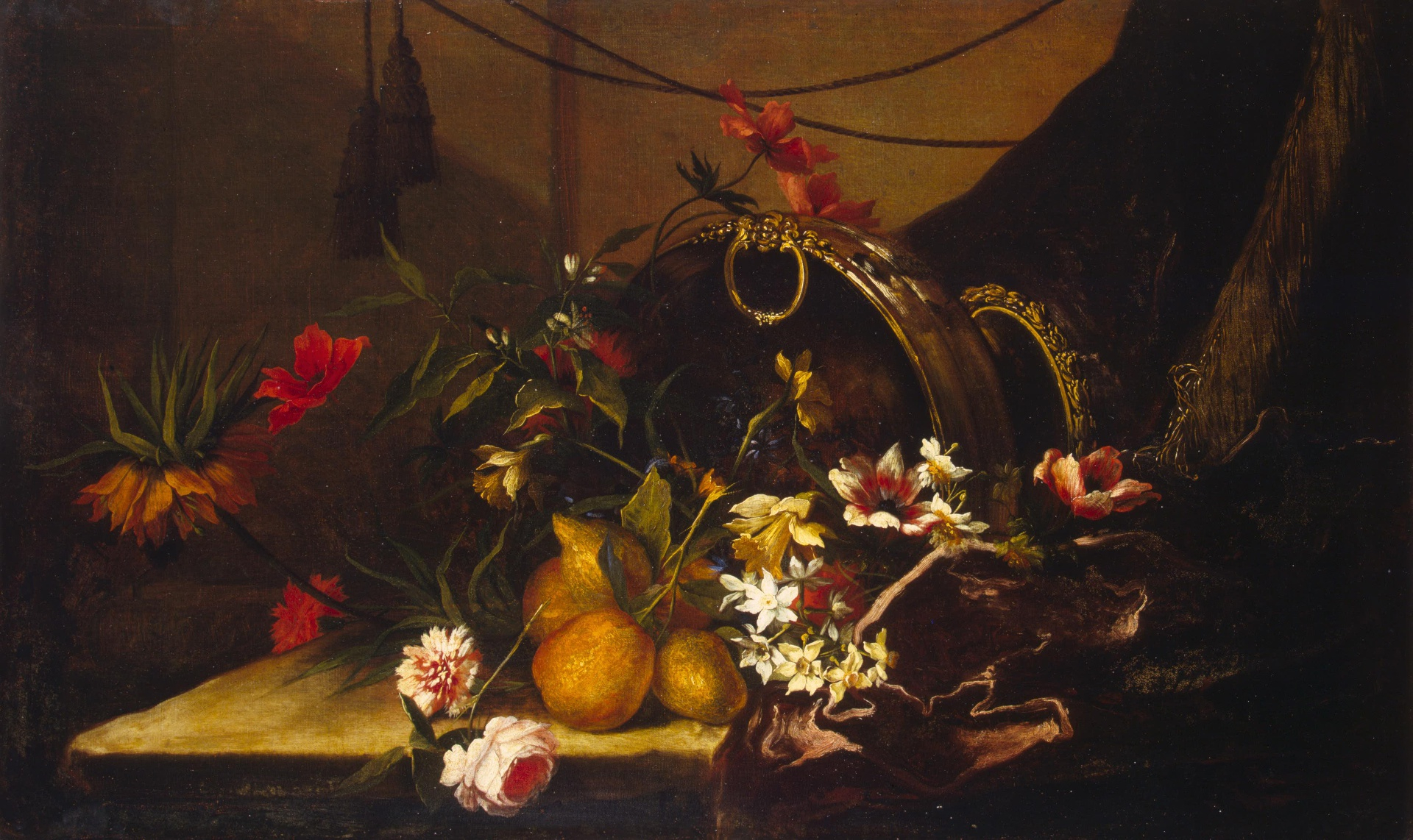
Жан-Батіст Монуайє. «Весняні квіти і фрукти», Ермітаж
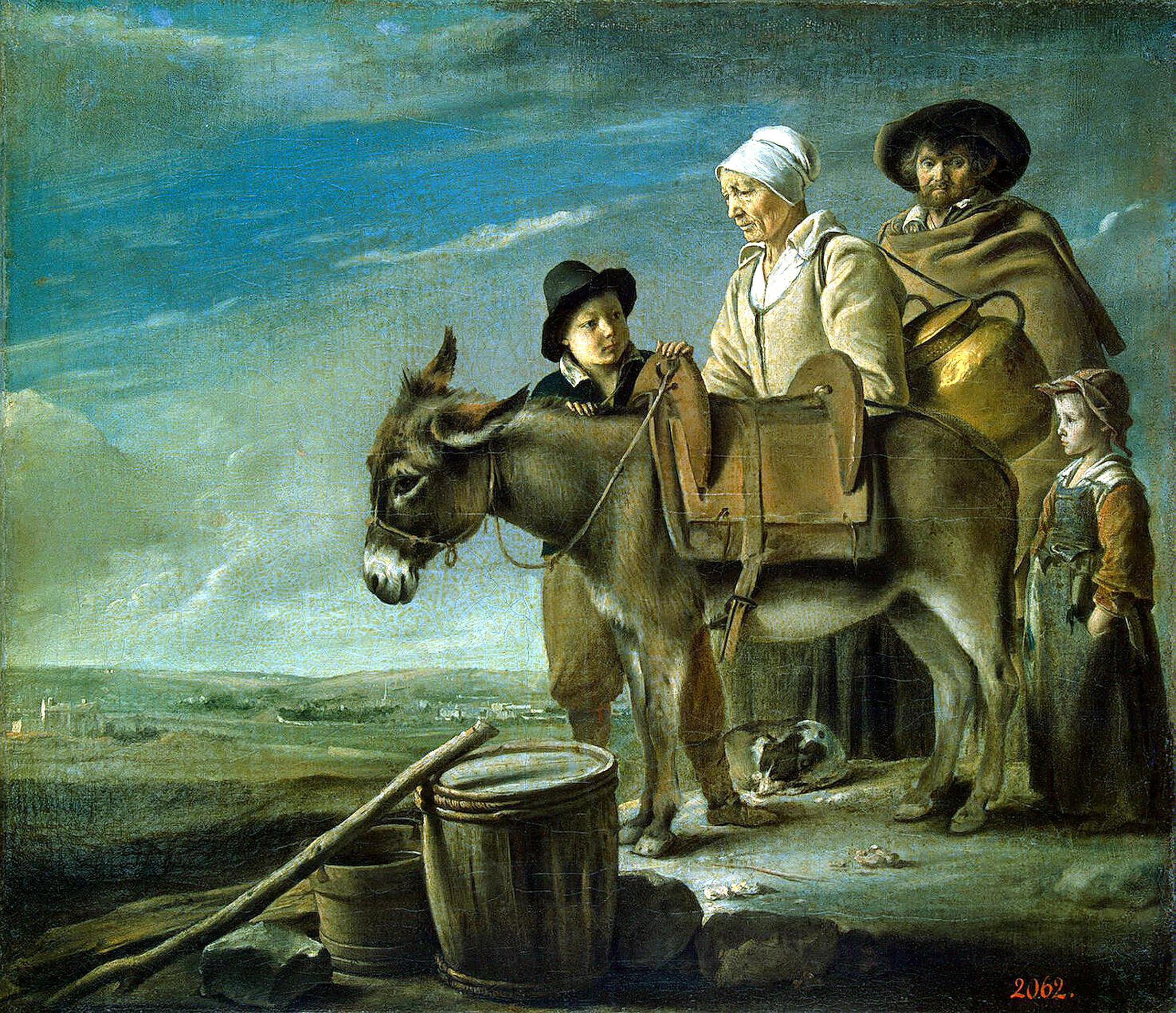
Луї Лєнен. «Родина фермерші», Ермітаж.
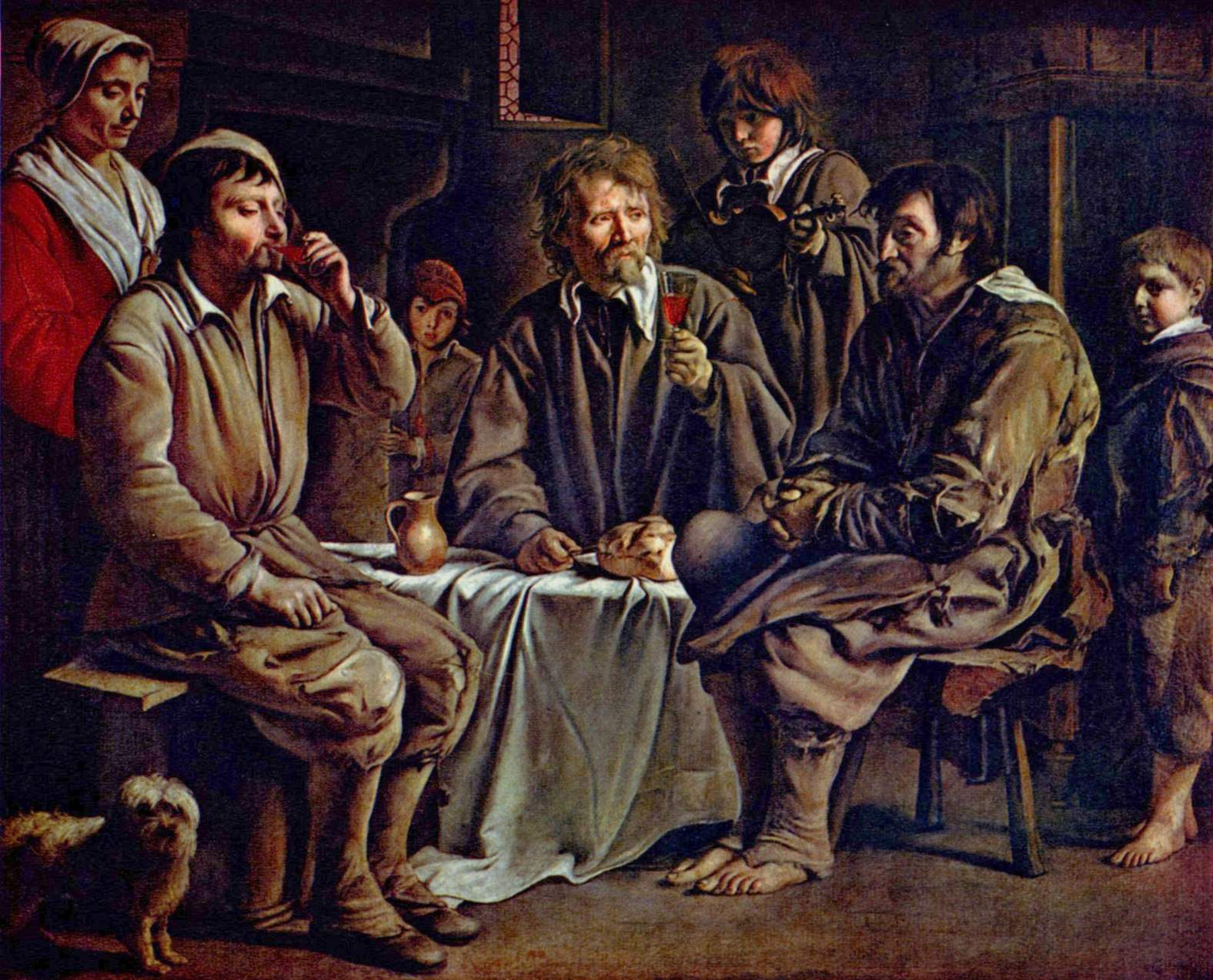
Луї Лєнен. «Сільська вечеря», Лувр.
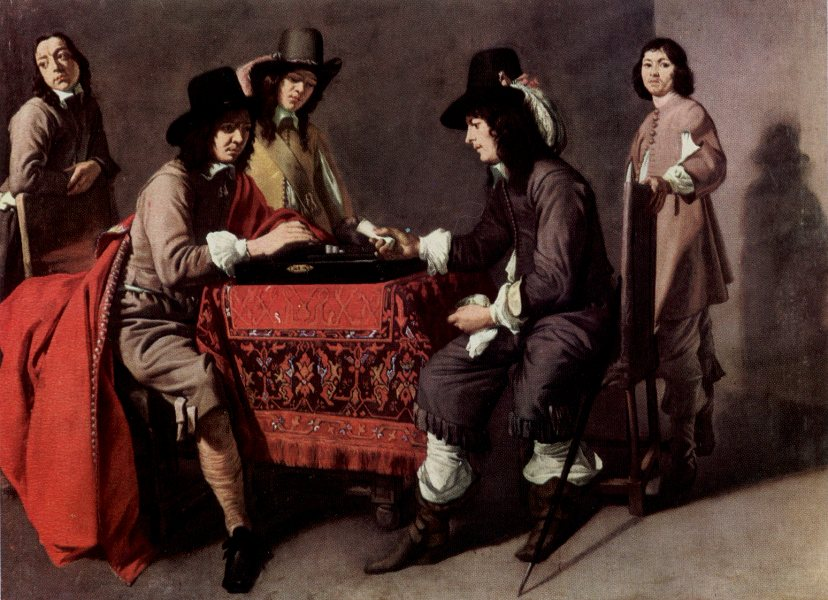
«Товариство грає в трік-трак».
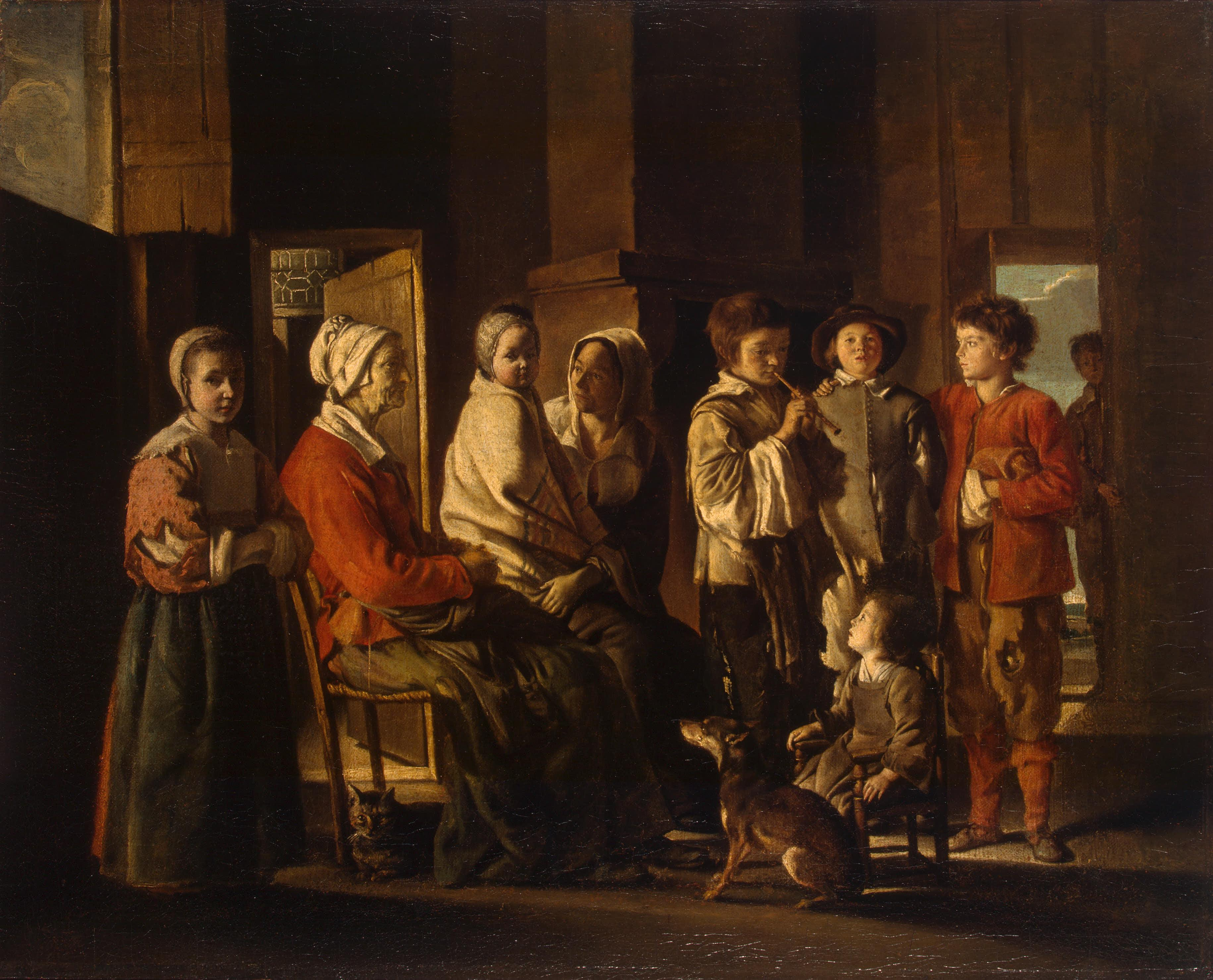
Луї Лєнен. «Відвідини бабусі».